# Giovanni Battista Caccialupi
Giovanni Battista Caccialupi  (Iohannes Baptista de Casalupis, de Cazzialupis, de Gazalupis, de Sancto Severino) (né v. 1420 à San Severino Marche, dans l'actuelle province de Macerata, dans les Marches, alors dans les États pontificaux et mort à Rome le 23 juillet 1496 à Rome) est un jurisconsulte et un universitaire italien du XVe siècle.

## Biographie
Giovanni Battista Caccialupi est né  vers 1420 de Baldassarre et de Luchina Campi à San Severino à lépoque dans la Marche d'Ancône.
Élève à Pérouse d' Angelo de' Perigli (it) et de Giovanni Petrucci, Giovanni Battista Caccialupi fut professeur de droit civil à l'université de Sienne où il eut parmi ses élèves Bartolomeo Socini, puis professeur de droit canon à l'université Sapienza de Rome.
Exégète et auteur de traités, il était surtout réputé pour son enseignement oral. Sensible aux orientations humanistes, il a publié de nombreux livres. Parmi ceux-ci, celui qui a connu la fortune la plus durable est un traité méthodologique intitulé De modo studendi in utroque iure, publié en 1472.
Giovanni Battista Caccialupi est mort à Rome le 23 juillet 1496, et a été enterré dans l'église de S. Salvatore in Lauro.

## Œuvres

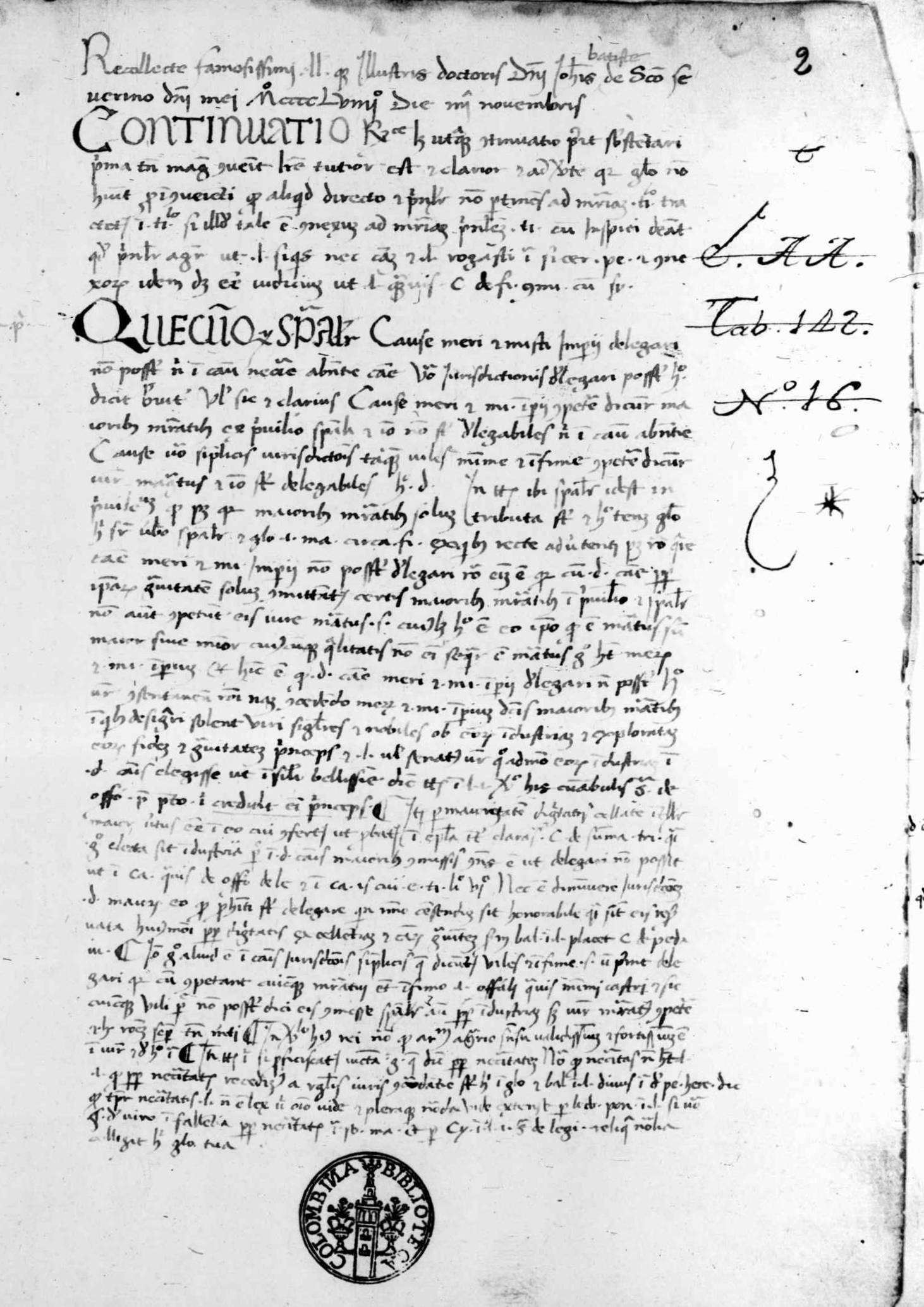
Feuille manuscrite de Lecturae I, 1459

- De modo studendi in utroque iure (1472)
- Manuscrits :
  - Lecturae I, 1459, Sevilla, Biblioteca Capitular Colombina, Manuscritos, 5.4.25.
  - Lecturae II, 1460, Sevilla, Biblioteca Capitular Colombina, Manuscritos, 5.4.26.
  - Lecturae III, 1461, Sevilla, Biblioteca Capitular Colombina, Manuscritos, 5.4.27.
  - Tractatus iuridici, XV secolo, Firenze, Biblioteca Riccardiana, Fondo Riccardiano, Ricc. 752.